# Ресник (Бабушница)
Ресник је насеље у Србији у општини Бабушница у Пиротском округу. Према попису из 2022. било је 98 становника.

## Демографија
У насељу Ресник живи 140 пунолетних становника, а просечна старост становништва износи 55,4 година (53,0 код мушкараца и 58,0 код жена). У насељу има 69 домаћинстава, а просечан број чланова по домаћинству је 2,29.
Ово насеље је углавном насељено Србима (према попису из 2002. године), а према резултатима последњих пет пописа, константан је пад у броју становника.
|  |

| Демографија | Демографија | Демографија |
| Година      | Становника  | Становника  |
| ----------- | ----------- | ----------- |
| 1948.       | 434         |             |
| 1953.       | 444         |             |
| 1961.       | 408         |             |
| 1971.       | 322         |             |
| 1981.       | 267         |             |
| 1991.       | 203         | 203         |
| 2002.       | 158         | 158         |
| 2011.       | 112         |             |
| 2022.       | 98          |             |

| Година пописа     | 1948. | 1953. | 1961. | 1971. | 1981. | 1991. | 2002. |
| ----------------- | ----- | ----- | ----- | ----- | ----- | ----- | ----- |
| Број домаћинстава | 67    | 74    | 90    | 86    | 83    | 78    | 69    |

| Број чланова      | 1  | 2  | 3 | 4 | 5 | 6 | 7 | 8 | 9 | 10 и више | Просек |
| ----------------- | -- | -- | - | - | - | - | - | - | - | --------- | ------ |
| Број домаћинстава | 18 | 34 | 7 | 3 | 4 | 2 | 1 | 0 | 0 | 0         | 2,29   |

| Пол    | Укупно | Неожењен/Неудата | Ожењен/Удата | Удовац/Удовица | Разведен/Разведена | Непознато |
| ------ | ------ | ---------------- | ------------ | -------------- | ------------------ | --------- |
| Мушки  | 73     | 16               | 48           | 9              | 0                  | 0         |
| Женски | 69     | 4                | 50           | 15             | 0                  | 0         |
| УКУПНО | 142    | 20               | 98           | 24             | 0                  | 0         |

| Пол    | Укупно                    | Пољопривреда, лов и шумарство | Рибарство                            | Вађење руде и камена | Прерађивачка индустрија       |
| ------ | ------------------------- | ----------------------------- | ------------------------------------ | -------------------- | ----------------------------- |
| Мушки  | 14                        | 4                             | 0                                    | 0                    | 2                             |
| Женски | 17                        | 15                            | 0                                    | 0                    | 0                             |
| УКУПНО | 31                        | 19                            | 0                                    | 0                    | 2                             |
| Пол    | Производња и снабдевање   | Грађевинарство                | Трговина                             | Хотели и ресторани   | Саобраћај, складиштење и везе |
| Мушки  | 2                         | 1                             | 0                                    | 0                    | 0                             |
| Женски | 0                         | 0                             | 0                                    | 1                    | 0                             |
| УКУПНО | 2                         | 1                             | 0                                    | 1                    | 0                             |
| Пол    | Финансијско посредовање   | Некретнине                    | Државна управа и одбрана             | Образовање           | Здравствени и социјални рад   |
| Мушки  | 1                         | 0                             | 1                                    | 1                    | 0                             |
| Женски | 0                         | 0                             | 0                                    | 1                    | 0                             |
| УКУПНО | 1                         | 0                             | 1                                    | 2                    | 0                             |
| Пол    | Остале услужне активности | Приватна домаћинства          | Екстериторијалне организације и тела | Непознато            | Непознато                     |
| Мушки  | 2                         | 0                             | 0                                    | 0                    | 0                             |
| Женски | 0                         | 0                             | 0                                    | 0                    | 0                             |
| УКУПНО | 2                         | 0                             | 0                                    | 0                    | 0                             |

| Етнички састав према попису из 2002.‍ | Етнички састав према попису из 2002.‍ | Етнички састав према попису из 2002.‍ | Етнички састав према попису из 2002.‍ | Етнички састав према попису из 2002.‍ |
| ------------------------------------ | ------------------------------------ | ------------------------------------ | ------------------------------------ | ------------------------------------ |
|                                      |                                      |                                      |                                      |                                      |
| Срби                                 | Срби                                 |                                      | 127                                  | 80,37%                               |
| Роми                                 | Роми                                 |                                      | 18                                   | 11,39%                               |
| непознато                            | непознато                            |                                      | 2                                    | 1,26%                                |

| Етнички састав према попису из 2022.‍ | Етнички састав према попису из 2022.‍ | Етнички састав према попису из 2022.‍ | Етнички састав према попису из 2022.‍ | Етнички састав према попису из 2022.‍ |
| ------------------------------------ | ------------------------------------ | ------------------------------------ | ------------------------------------ | ------------------------------------ |
|                                      |                                      |                                      |                                      |                                      |
| Роми                                 | Роми                                 |                                      | 51                                   | 52%                                  |
| Срби                                 | Срби                                 |                                      | 44                                   | 45%                                  |